# (14072) Volterra
(14072) Volterra est un astéroïde de la ceinture principale.

## Description
(14072) Volterra est un astéroïde de la ceinture principale. Il fut découvert le 21 mai 1996 à Prescott (Arizona) par Paul G. Comba. Il présente une orbite caractérisée par un demi-grand axe de 3,15 UA, une excentricité de 0,16 et une inclinaison de 1,9° par rapport à l'écliptique.

## Compléments